# Terrasses baha'ies

Les terrasses baha'ies du centre mondial baha'i, connues aussi comme les jardins suspendus de Haïfa, sont des jardins en terrasses autour du mausolée du Báb sur le mont Carmel près de Haïfa. Décrites comme l’une des huit nouvelles merveilles du monde, c’est une des attractions touristiques les plus visitées d’Israël. L’architecte en est Fariborz Sahba, d’origine iranienne, maintenant établi au Canada.

## Histoire
La construction démarra en 1987 et les terrasses furent ouvertes au public en juin 2001.

## Description
Les terrasses baha'ies se composent de neuf cercles concentriques formant la géométrie principale des dix-huit terrasses. 
Les neufs jardins s'étendent sur presque un kilomètre depuis le mont Carmel, couvrant environ 200 000 m2 (20 ha) de terres. Ils sont reliés entre eux par des séries d'escaliers le long desquels coulent deux canaux artificiels en cascade. 
Ces jardins à la française n'en sont pas moins incroyablement pittoresques, avec des massifs de fleurs manucurés, leurs fontaines gargouillants et leurs pelouses au millimètre. 
Les terrasses baha'ies sont réputées pour être très bien entretenues[style à revoir].

## Images

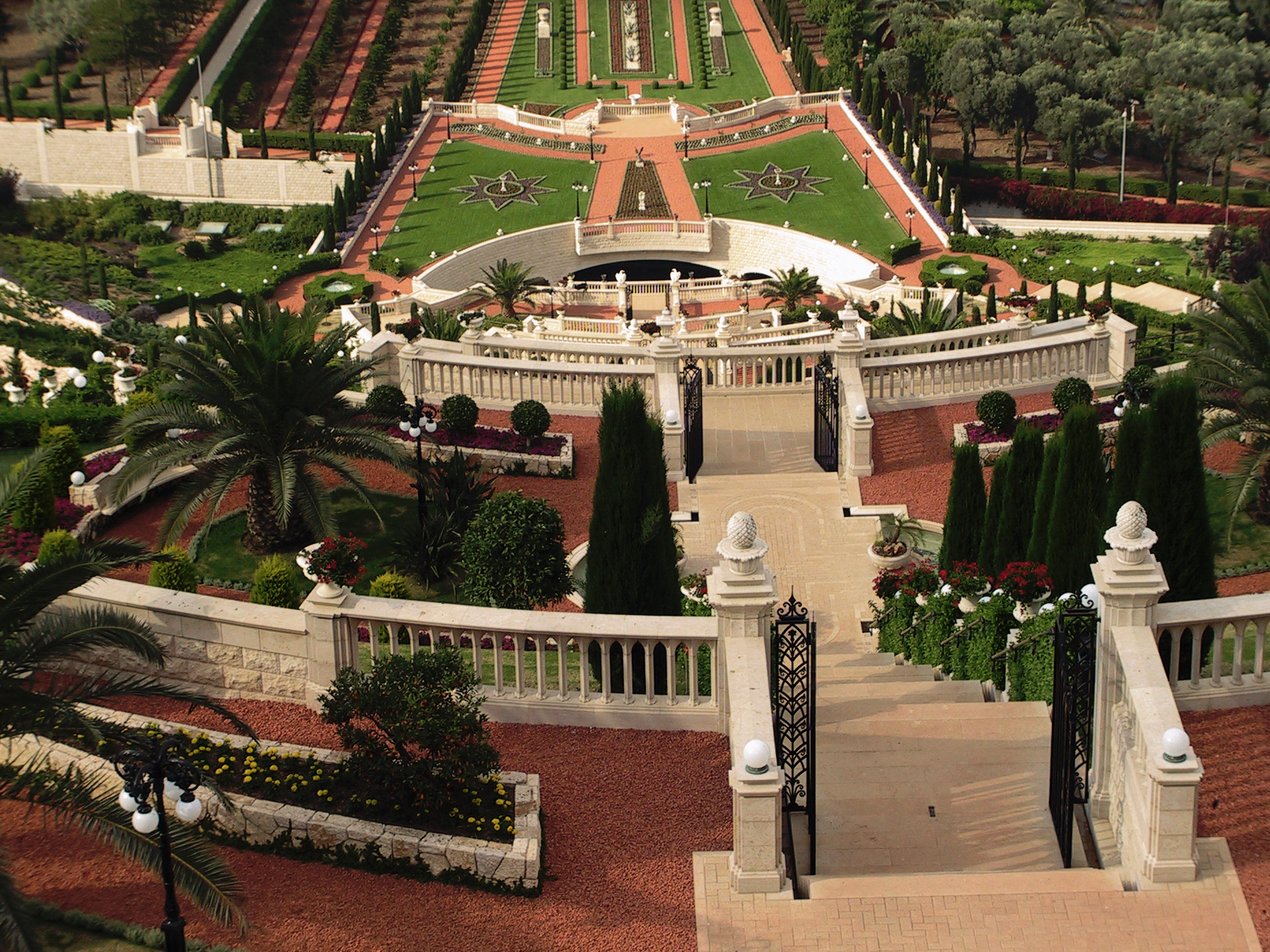
Les terrasses supérieures depuis le mausolée
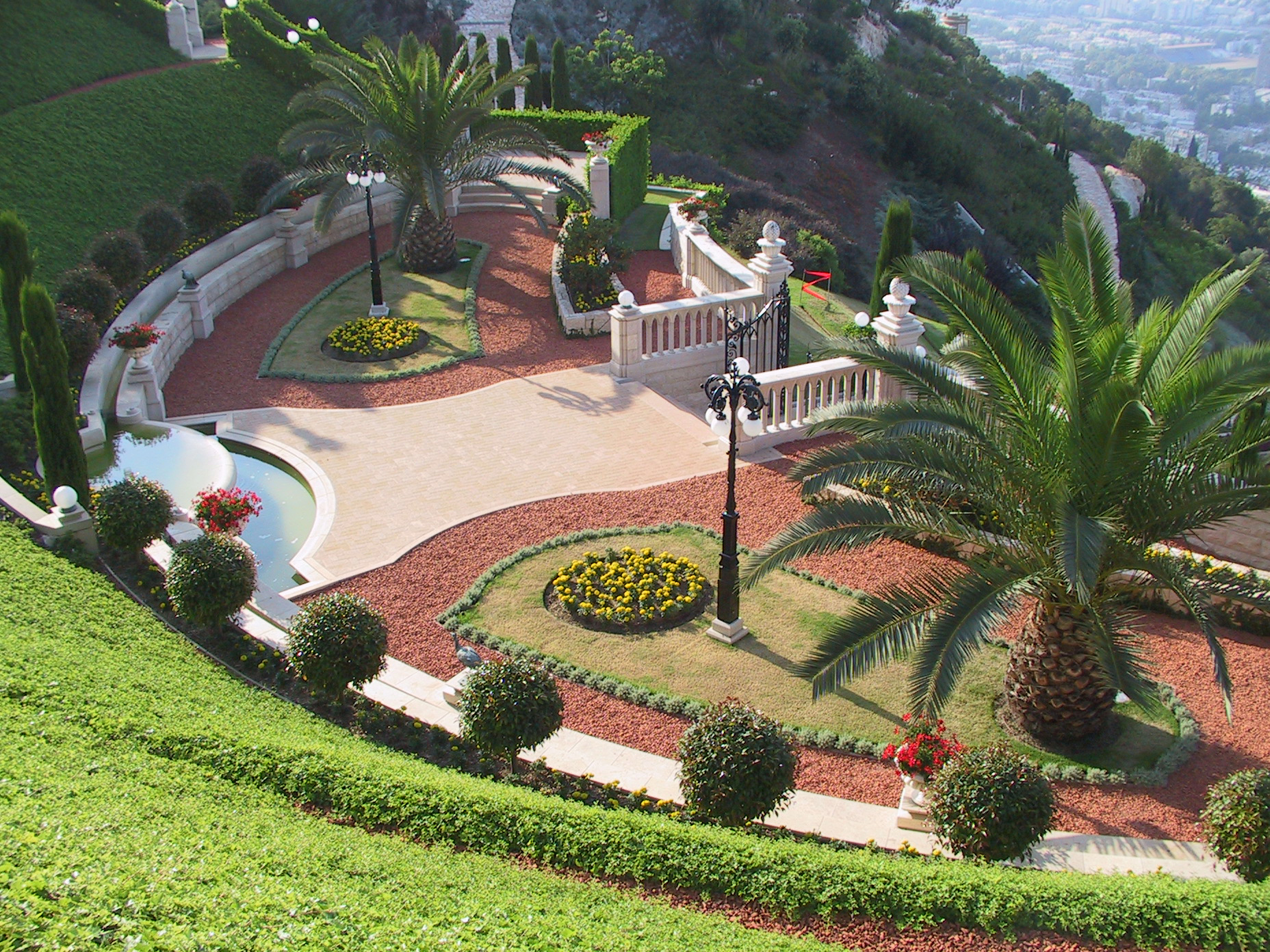
Une des terrasses supérieures
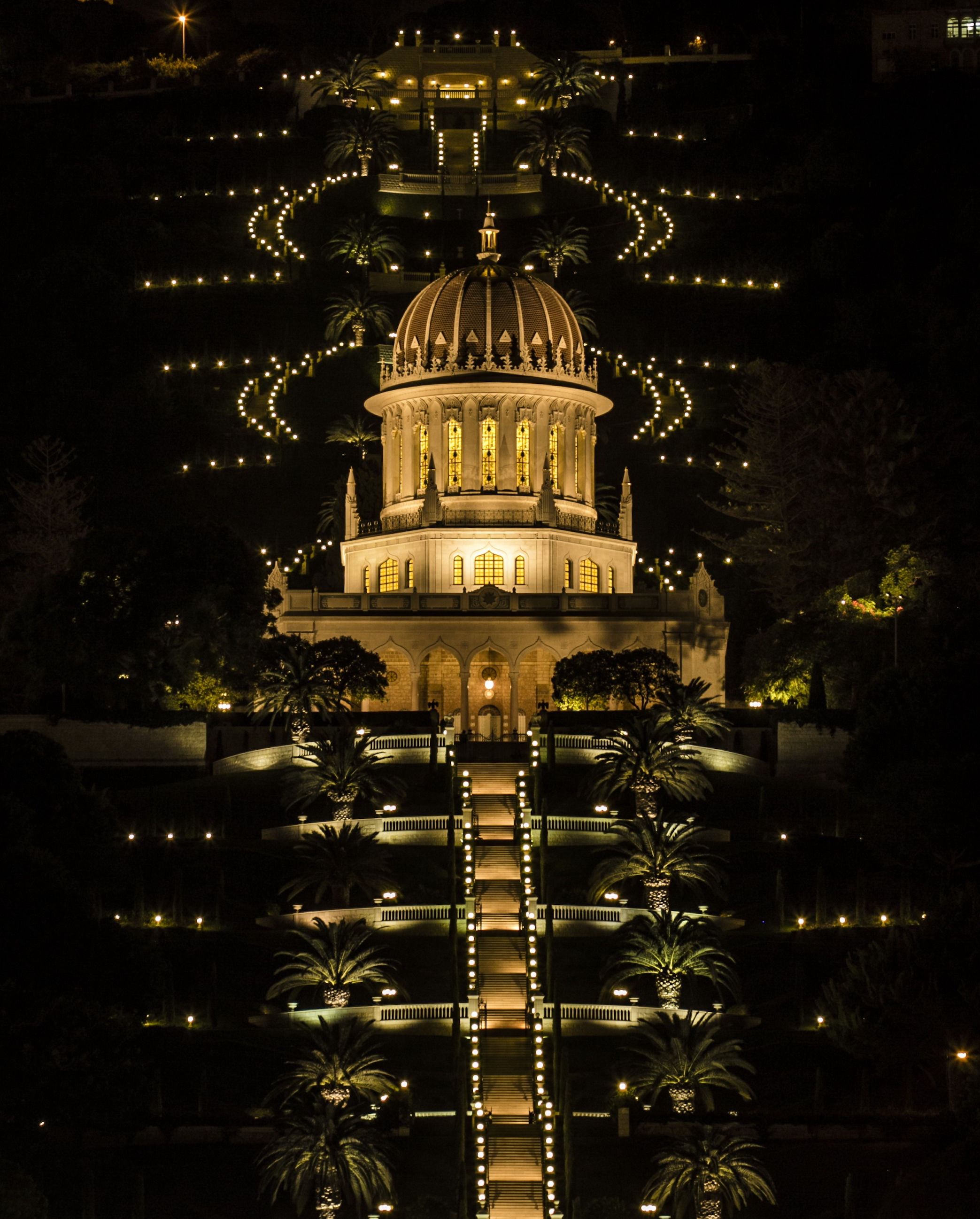
Le mausolée du Báb et les terrasses baha'ies de nuit